# Рованичский сельсовет
Рованичский сельсовет — административная единица на территории Червенского района Минской области Республики Беларусь.

## Состав
Рованичский сельсовет включает 19 населённых пунктов:
- Бышанка — деревня.
- Викторовка — деревня.
- Виноградовка — деревня.
- Володута — деревня.
- Гайдукова Слободка — деревня.
- Гатец — деревня.
- Глухое — деревня.
- Градно — деревня.
- Дубовручье — деревня.
- Кадище — деревня.
- Короб — деревня.
- Красный Дар — агрогородок.
- Малиновка — деревня.
- Новодворье — деревня.
- Новый Путь — деревня.
- Полядки — деревня.
- Рованичи — агрогородок.
- Рованичская Слобода — деревня.
- Хутор — деревня.